# إميل هيلمان
إميل هيلمان (بالسويدية: Emil Hellman)‏ هو لاعب كرة قدم سويدي، ولد في 20 أبريل 2001.

## وصلات خارجية
- إميل هيلمان على موقع اتحاد السويد (السويدية)
- إميل هيلمان على موقع قاعدة بيانات كرة القدم.إي يو (الإنجليزية)
- إميل هيلمان على موقع Soccerway.com (الإنجليزية)
- إميل هيلمان على موقع عالم كرة القدم.نت (الإنجليزية)